# ヨーゼフ・アントン・フォン・エスターライヒ
ヨーゼフ・アントン・フォン・エスターライヒ（ドイツ語: Joseph Anton von Österreich, 1776年3月9日 - 1847年1月13日）は、オーストリア帝国の皇族。ハンガリー語名はハーブスブルグ・ヨージェフ・アンタル（Habsburg József Antal）、イタリア語名はジュゼッペ・アントニオ・ダズブルゴ＝ロレーナ（Giuseppe Antonio d'Asburgo-Lorena）。
ハプスブルク＝ロートリンゲン家のハンガリーにおける分家の祖として名高い。

## 生涯
トスカーナ大公レオポルド1世（後の神聖ローマ皇帝レオポルト2世）とその妃マリア・ルイーザの七男としてフィレンツェで生まれた。1796年、前年に死去した兄のアレクサンダー・レオポルト大公に代わってハンガリー宮中伯（ハンガリー語: Nádor）となり、死去するまでその地位にあった。

## 家族
生涯で3度の結婚をしている。
1799年10月30日、サンクトペテルブルクでロシア皇女アレクサンドラ・パヴロヴナ（パーヴェル1世の長女）と結婚した。1801年、アレクサンドラは長女アレクサンドリーネを死産したのち、急死した。
1815年8月30日、シャウムブルク城でアンハルト＝ベルンブルク＝シャウムブルク＝ホイム侯女ヘルミーネと再婚した。ヘルミーネは1817年に男女の双生児を出産後、急死した。また、ヘルミーネが産んだ子供はいずれも生涯独身であったため子孫はない。
- ヘルミーネ・アマーリエ（英語版）（1817年 - 1842年）
- シュテファン（1817年 - 1867年）

1819年8月24日、キルヒハイム・ウンター・テックで21歳のヴュルテンベルク公女マリア・ドロテア（先妻ヘルミーネの従妹）と結婚した。マリア・ドロテアとの間には2男3女を儲けた。
- フランツィスカ・マリア（1820年、夭折）
- アレクサンダー（1825年 - 1837年）
- エリーザベト・フランツィスカ（1831年 - 1903年）
- ヨーゼフ・カール・ルートヴィヒ（1833年 - 1905年）
- マリー・ヘンリエッテ（1836年 - 1902年） - ベルギー国王レオポルド2世妃

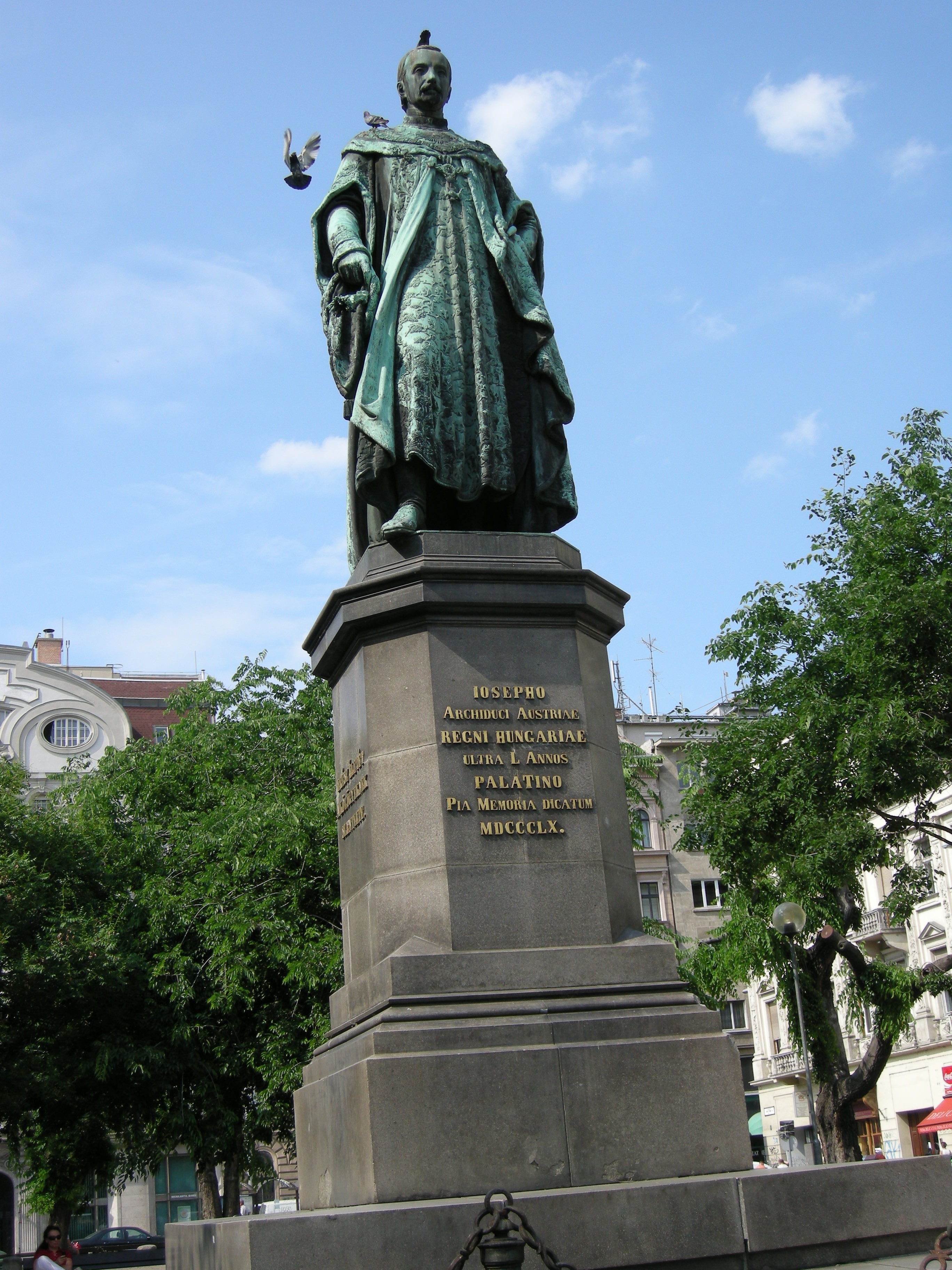
ヨージェフ・アンタル大公の記念像（ブダペスト）